# Atletismo nos Jogos Olímpicos de Verão de 2016 - Salto triplo masculino

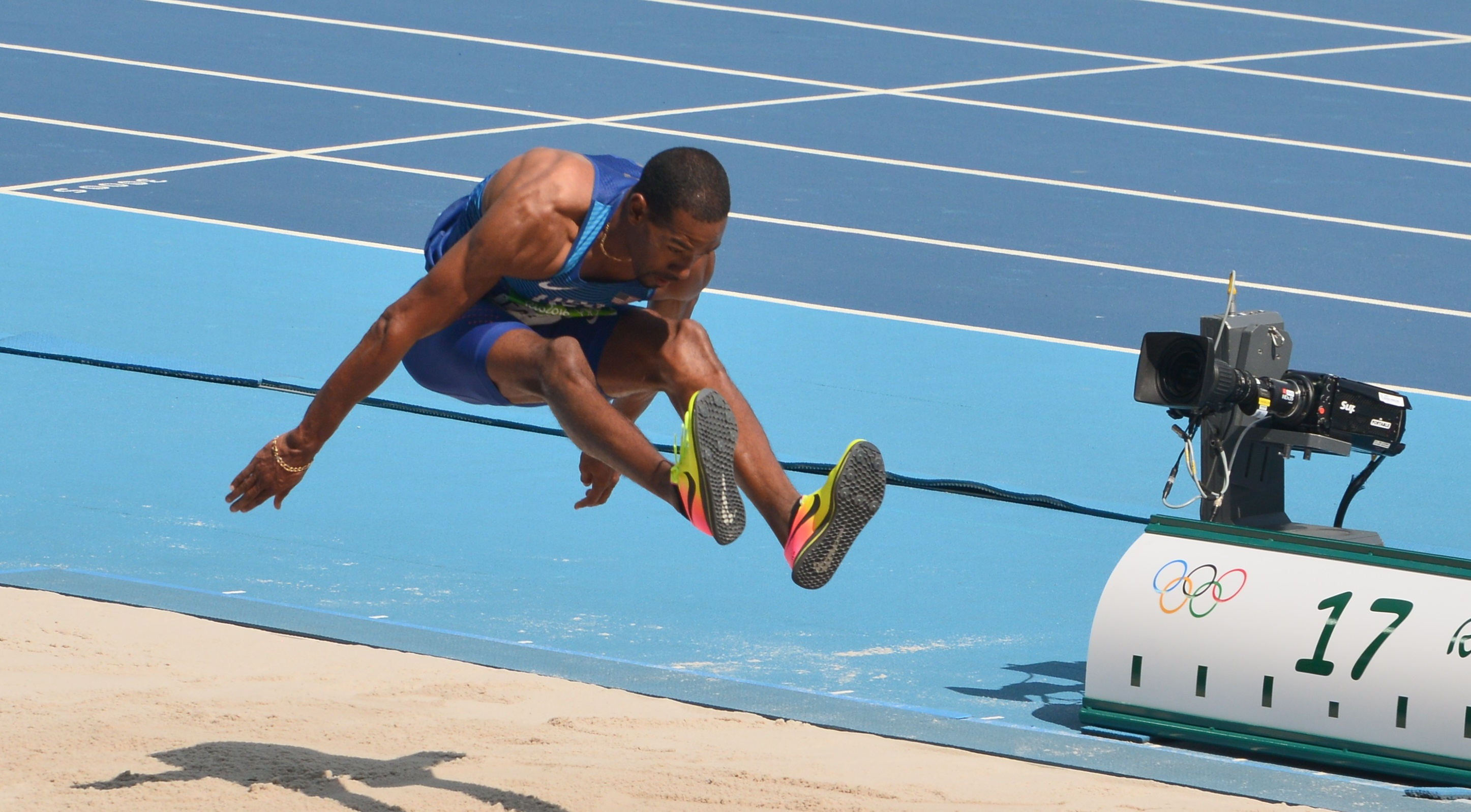
Christian Taylor conquistou a medalha de ouro na prova.

A competição do salto triplo masculino do atletismo nos Jogos Olímpicos de Verão de 2016 aconteceu entre os dias 15 e 16 de agosto no Estádio Olímpico.

## Calendário
Horário local (UTC-3).
| Data                         | Horário | Fase          |
| ---------------------------- | ------- | ------------- |
| Segunda 15 de agosto de 2016 | 9:30    | Eliminatórias |
| Terça, 16 de agosto de 2016  | 9:50    | Final         |

## Medalhistas
| Ouro   | USA Christian Taylor |
| Prata  | USA Will Claye       |
| Bronze | CHN Dong Bin         |

## Recordes
Antes desta competição, os recordes mundiais e olímpicos da prova eram os seguintes:
| Tipo | Atleta           | Marca   | Local      | Data                |
| ---- | ---------------- | ------- | ---------- | ------------------- |
|      | Jonathan Edwards | 18,29 m | Gotemburgo | 7 de agosto de 1995 |
|      | Kenny Harrison   | 18,09 m | Atlanta    | 27 de julho de 1996 |

## Resultados

### Eliminatórias
Qualificação: 16,95m (Q) ou os 12 melhores qualificados (q) avançam para as finais.
| Pos. | Grupo | Atleta                 | CON                          | #1    | #2    | #3    | Resultado | Notas                |
| ---- | ----- | ---------------------- | ---------------------------- | ----- | ----- | ----- | --------- | -------------------- |
| 1    | B     | Christian Taylor       | USA Estados Unidos           | 17.24 |       |       | 17.24     | Q                    |
| 2    | A     | Dong Bin               | CHN China                    | 17.10 |       |       | 17.10     | Q                    |
| 3    | A     | Will Claye             | USA Estados Unidos           | 16.43 | 16.76 | 17.05 | 17.05     | Q                    |
| 4    | B     | Nelson Évora           | POR Portugal                 | 16.48 | 16.72 | 16.99 | 16.99     | Q,                   |
| 5    | A     | Cao Shuo               | CHN China                    | 16.97 |       |       | 16.97     | Q                    |
| 6    | A     | Troy Doris             | GUY Guiana                   | 16.54 | 16.58 | 16.81 | 16.81     | q                    |
| 7    | B     | Karol Hoffmann         | POL Polônia                  | 16.79 | 16.75 | x     | 16.79     | q                    |
| 8    | B     | Jhon Murillo           | COL Colômbia                 | 16.78 | 16.58 | x     | 16.78     | q                    |
| 9    | A     | Benjamin Compaoré      | FRA França                   | 16.34 | 16.57 | 16.72 | 16.72     | q                    |
| 10   | A     | Alberto Álvarez        | MEX México                   | 16.50 | 16.67 | 16.60 | 16.67     | q                    |
| 11   | B     | Xu Xiaolong            | CHN China                    | x     | 16.35 | 16.65 | 16.65     | q,                   |
| 12   | B     | Lázaro Martínez        | CUB Cuba                     | 16.38 | x     | 16.61 | 16.61     | q                    |
| 13   | B     | Harold Correa          | FRA França                   | 16.31 | 16.60 | 16.55 | 16.60     |                      |
| 14   | A     | Ernesto Revé           | CUB Cuba                     | 16.13 | 16.16 | 16.58 | 16.58     |                      |
| 15   | A     | Max Heß                | GER Alemanha                 | 13.88 | x     | 16.56 | 16.56     |                      |
| 16   | B     | Chris Benard           | USA Estados Unidos           | x     | 16.44 | 16.55 | 16.55     |                      |
| 17   | A     | Fabrizio Donato        | ITA Itália                   | 16.54 | x     | x     | 16.54     |                      |
| 18   | A     | Leevan Sands           | BAH Bahamas                  | 16.47 | x     | 16.53 | 16.53     |                      |
| 19   | B     | Dzmitry Platnitski     | BLR Bielorrússia             | x     | 16.48 | 16.52 | 16.52     |                      |
| 20   | A     | Maksim Niastsiarenka   | BLR Bielorrússia             | 16.12 | 16.39 | 16.52 | 16.52     |                      |
| 21   | B     | Godfrey Khotso Mokoena | RSA África do Sul            | 15.13 | 16.51 | 16.44 | 16.51     |                      |
| 22   | A     | Fabian Florant         | NED Países Baixos            | 16.51 | x     | x     | 16.51     |                      |
| 23   | B     | Tosin Oke              | NGR Nigéria                  | x     | 16.45 | 16.47 | 16.47     |                      |
| 24   | B     | Mamadou Chérif Dia     | MLI Mali                     | x     | 16.45 | 16.19 | 16.45     | Recorde da temporada |
| 25   | A     | Nazim Babayev          | AZE Azerbaijão               | x     | 16.38 | 15.60 | 16.38     |                      |
| 26   | A     | Rumen Dimitrov         | BUL Bulgária                 | 16.23 | x     | 16.36 | 16.36     |                      |
| 27   | B     | Kim Deok-hyeon         | KOR Coreia do Sul            | x     | 16.13 | 16.36 | 16.36     |                      |
| 28   | B     | Jonathan Drack         | MRI Maurício                 | x     | x     | 16.21 | 16.21     |                      |
| 29   | A     | Daigo Hasegawa         | JPN Japão                    | 16.17 | 15.93 | x     | 16.17     |                      |
| 30   | B     | Renjith Maheshwary     | IND Índia                    | 15.80 | 16.13 | 15.99 | 16.13     |                      |
| 31   | B     | Pablo Torrijos         | ESP Espanha                  | 15.78 | 16.11 | 15.74 | 16.11     |                      |
| 32   | A     | Olu Olamigoke          | NGR Nigéria                  | 16.10 | 15.95 | 15.64 | 16.10     |                      |
| 33   | A     | Clive Pullen           | JAM Jamaica                  | x     | x     | 16.08 | 16.08     |                      |
| 34   | B     | Hugues Fabrice Zango   | BUR Burquina Fasso           | 15.99 | x     | x     | 15.99     |                      |
| 35   | B     | Kohei Yamashita        | JPN Japão                    | 15.71 | 15.46 | 15.66 | 15.71     |                      |
| 36   | A     | Levon Aghasyan         | ARM Armênia                  | x     | 15.54 | x     | 15.54     |                      |
| 37   | B     | Artsem Bandarenka      | BLR Bielorrússia             | 15.43 | x     | x     | 15.43     |                      |
| 38   | B     | Vladimir Letnicov      | MDA Moldávia                 | x     | 15.29 | x     | 15.29     |                      |
| 39   | B     | Georgi Tsonov          | BUL Bulgária                 | x     | x     | 15.20 | 15.20     |                      |
| –    | B     | Latario Collie-Minns   | BAH Bahamas                  | x     | x     | x     | NM        |                      |
| –    | A     | Yordanys Durañona      | DMA Dominica                 | x     | x     | x     | NM        |                      |
| –    | A     | Muhammad Halim         | ISV Ilhas Virgens Americanas | x     | x     | x     | NM        |                      |
| –    | B     | Ruslan Kurbanov        | UZB Uzbequistão              | x     | x     | x     | NM        |                      |
| –    | A     | Marian Oprea           | ROU Romênia                  | x     | x     | x     | NM        |                      |
| –    | B     | Şeref Osmanoğlu        | TUR Turquia                  | x     | x     | x     | NM        |                      |
| –    | A     | Lasha Torgvaidze       | GEO Geórgia                  | x     | x     | x     | NM        |                      |
| –    | A     | Roman Valiyev          | KAZ Cazaquistão              | x     | x     | x     | NM        |                      |
| –    | A     | Pedro Pablo Pichardo   | CUB Cuba                     |       |       |       | DNS       |                      |

### Final
| Pos.              | Atleta            | CON                | #1    | #2    | #3    | #4          | #5          | #6          | Resultado | Notas                |
| ----------------- | ----------------- | ------------------ | ----- | ----- | ----- | ----------- | ----------- | ----------- | --------- | -------------------- |
| Medalha de ouro   | Christian Taylor  | USA Estados Unidos | 17.86 | 17.77 | x     | 17.77       | x           | x           | 17.86     | Recorde da temporada |
| Medalha de prata  | Will Claye        | USA Estados Unidos | 17.76 | x     | x     | 17.61       | x           | 17.55       | 17.76     | Recorde pessoal      |
| Medalha de bronze | Dong Bin          | CHN China          | 17.58 | x     | x     | –           | –           | –           | 17.58     | Recorde pessoal      |
| 4                 | Cao Shuo          | CHN China          | 16.78 | x     | 16.89 | x           | 17.13       | 15.27       | 17.13     | Recorde pessoal      |
| 5                 | Jhon Murillo      | COL Colômbia       | x     | 17.09 | 16.43 | 16.79       | 16.66       | x           | 17.09     | Recorde nacional     |
| 6                 | Nelson Évora      | POR Portugal       | 16.90 | 16.93 | 17.03 | x           | x           | x           | 17.03     | Recorde da temporada |
| 7                 | Troy Doris        | GUY Guiana         | 16.88 | x     | 16.63 | x           | 16.90       | x           | 16.90     |                      |
| 8                 | Lázaro Martínez   | CUB Cuba           | 16.68 | x     | x     | 15.89       | –           | 15.23       | 16.68     |                      |
| 9                 | Alberto Álvarez   | MEX México         | 16.26 | 16.56 | 16.47 | Não avançou | Não avançou | Não avançou | 16.56     |                      |
| 10                | Benjamin Compaoré | FRA França         | 15.53 | 16.54 | 16.47 | Não avançou | Não avançou | Não avançou | 16.54     |                      |
| 11                | Xu Xiaolong       | CHN China          | 16.41 | x     | 16.29 | Não avançou | Não avançou | Não avançou | 16.41     |                      |
| 12                | Karol Hoffmann    | POL Polônia        | 16.31 | x     | x     | Não avançou | Não avançou | Não avançou | 16.31     |                      |

Legenda
| Recorde mundial      | Recorde mundial (World record)               |                       | Recorde africano                      | Recorde africano (African) |                                           | Q | Classificado por posição (Qualified) |
| Recorde olímpico     | Recorde olímpico (Olympic record)            | Recorde da América    | Recorde da América (Americas)         | q                          | Classificado por melhor tempo (Qualified) |   |                                      |
| Melhor marca do ano  | Melhor marca do ano (World leading)          | Recorde asiático      | Recorde asiático (Asian)              | DNS                        | Não largou (Did not start)                |   |                                      |
| Recorde nacional     | Recorde nacional (National record)           | Recorde europeu       | Recorde europeu (European)            | DNF                        | Não terminou (Did not finish)             |   |                                      |
| Recorde pessoal      | Recorde pessoal do atleta (Personal best)    | Recorde da Oceania    | Recorde da Oceania (Oceania)          | DSQ / DQ                   | Desclassificado (Disqualified)            |   |                                      |
| Recorde da temporada | Recorde da temporada do atleta (Season best) | Recorde sul-americano | Recorde sul-americano (South America) | NM                         | Sem marca (No mark)                       |   |                                      |